# 프로스타글란딘 E
프로스타글란딘 E(prostaglandin E, PGE)는 자연적으로 존재하는 프로스타글란딘의 한 종류로, 약물로도 이용된다.
하위 구성원은 다음과 같다.
- 프로스타글란딘 E1, 또는 알프로스타딜
- 프로스타글란딘 E2, 또는 디노프로스톤

프로스타글란딘 E는 사람 뇌의 체온조절에 중요한 역할을 한다. 비스테로이드성 항염증제의 해열작용은 고리형 산소화효소를 억제하여 프로스타글란딘 E의 형성을 감소시키는 방식으로 일어난다.
두 종류의 프로스타글란딘 E는 모두 WHO 필수 의약품 목록에 수록되어 있다.